# آی‌آراس ایرلاینز
آی‌آراس ایرلاینز (به انگلیسی: IRS Airlines) یک شرکت هواپیمایی است که در ۲۰۰۲ میلادی تأسیس شده‌است. دفتر مرکزی آی‌آراس ایرلاینز در لاگوس، نیجریه واقع شده‌است و قطب این شرکت هواپیمایی در فرودگاه بین‌المللی ننامدی آزیکیوه قرار دارد و به ۶ مقصد، پرواز انجام می‌دهد.